# Alexander Gavrylyuk
Alexander Gavrylyuk (Charkiv, 19 agosto 1984) è un pianista ucraino con cittadinanza australiana, nato in Unione Sovietica.

## Biografia
La prima esibizione in concerto di Gavrylyuk è stata all'età di nove anni. Si è trasferito in Australia all'età di 13 anni.
Nel 1999 ha vinto il Concorso Vladimir Horowitz, nel 2000 il Concorso Hamamatsu e nel 2005, in particolare, il Concorso Arthur Rubinstein del 2005.
Gavrylyuk ha tenuto recital da solista, tra gli altri, Wigmore Hall a Londra, Musikverein di Vienna, Tonhalle, (Zurigo) e Konzerthaus Berlin. Le principali orchestre con cui si è esibito includono: la Sydney Symphony Orchestra, la Royal Concertgebouw Orchestra, New York Philharmonic, Israel Philharmonic Orchestra, Orchestra Filarmonica di Mosca, Bournemouth Symphony Orchestra, Orchestra Filarmonica di Varsavia e la Royal Scottish National Orchestra.
Ha inciso cinque concerti di Sergej Prokof'ev con la Sydney Symphony Orchestra sotto Vladimir Aškenazi. Nel 2013 e 2014 ha dato un ciclo di esecuzioni di tutti e quattro i concerti di Rachmaninov e la Rapsodia su un tema di Paganini, con Neeme Järvi (Orchestre de la Suisse Romande) e Bramwell Tovey (Vancouver Symphony Orchestra), rispettivamente.
Tra gli altri direttori con cui Gavrylyuk ha collaborato figurano: Herbert Blomstedt, Vladimir Jurowski, Vasilij Petrenko, Osmo Vänskä, Louis Langrée, Andrej Borejko, Vladimir Spivakov, Oleg Caetani e Yuri Simonov.
Nella stagione del Proms di Londra 2017 alla Royal Albert Hall ha eseguito il terzo concerto di Rachmaninov con l'Orchestra Sinfonica Scozzese della BBC sotto la direzione di Thomas Dausgaard, con grande successo.
Molto attivo anche nell'ambito della musica da camera, tra i suoi partner cameristici stabili figurano il pianista Itamar Golan e la violinista Janine Jansen.

## Premi
- 1999 - Primo premio e medaglia d'oro all'Horowitz International Piano Competition 1999
- 2000 - Primo Premio al Concorso Pianistico Internazionale di Hamamatsu in Giappone
- 2003 - Nominato Steinway Artist
- 2005 - Medaglia d'oro alla Arthur Rubinstein International Piano Masters Competition di Tel Aviv.[5]

## Incisioni
- Brahms: Paganini Variations; Liszt: Mephisto Waltz; Tarantella; Danse Macabre; Isolde's Liebestod / Alexander Gavrylyuk. Label: Piano Classics, 2015.
- Mussorgsky: Pictures At An Exhibition; Schumann: Kinderszenen / Alexander Gavrylyuk. Label: Piano Classics, 2014.
- Rachmaninov: Moments Musicaux; Scriabin: Sonata No 5; Prokofiev: Sonata No 7 / Alexander Gavrylyuk. Label: Piano Classics, 2011.
- Prokofiev: Piano Concertos Nos. 3 & 5 / Alexander Gavrylyuk, Vladimir Ashkenazy. Label: Triton (Octavia), 2011.
- Sergei Prokofiev: Piano Concertos Nos. 1, 2 & 4 "left Hand" / Alexander Gavrylyuk, Vladimir Ashkenazy.  Label: Triton (Octavia), 2011.
- Alexander Gavrylyuk In Recital -  Arcadi Volodos,  Sergei Rachmaninov,  Mily Balakirev,  Moritz Moszkowski. Label: Video Artists International, 2010. (2 disks)
- Miami International Piano Festival / Alexander Gavrylyuk - Franz Joseph Haydn,  Johannes Brahms,  Alexander Scriabin,  Sergei Prokofiev. Label: Vai Audio, 2006. (2 disks).[6]